# ارجيل فوقس
ارجيل فوقس (Argel Fucks) (4 سبتمبر 1974 في البرازيل – )؛ هو لاعب كرة قدم سابق كان يلعب كمدافع. يلعب مع منتخب البرازيل لكرة القدم منذ عام 1995.

## وصلات خارجية
- ارجيل فوقس على موقع الاتحاد الدولي (مؤرشف)  (الإنجليزية)
- ارجيل فوقس على موقع رابطة كرة القدم اليابانية للمحترفين (اليابانية)
- ارجيل فوقس على موقع قاعدة بيانات كرة القدم.إي يو (الإنجليزية)
- ارجيل فوقس على موقع ناشيونال فوتبول تيمز (الإنجليزية)
- ارجيل فوقس على موقع Soccerway.com (الإنجليزية)
- ارجيل فوقس على موقع عالم كرة القدم.نت (الإنجليزية)
- National Football Teams